# Altas Horas
Altas Horas é um programa de televisão brasileiro produzido pela TV Globo e exibido nas noites de sábado desde 14 de outubro de 2000, e é apresentado por Serginho Groisman.

## Formato
Os assuntos abordados no programa incluem música, dança, entrevistas, comentários e arte, e ainda teve a presença de uma banda formada apenas por mulheres até 2016: Nanny Soul (vocal), Jamah (vocal), Graça Cunha (vocal), Vera Figueiredo (bateria), Daniela Spielmann (sax), Gê Cortes (baixo), Guta Menezes (trompete e gaita), Ilca Leanza (teclado) e Lui Rabello (guitarra). O programa também é reprisado em horário alternativo no canal pago Multishow, geralmente uma semana após a exibição original. A plateia do Altas Horas é formada totalmente por adolescentes, os quais, muitas vezes, interagem com o apresentador e as atrações. Essa é uma das principais características do programa, que aposta na participação ativa e crítica do público, distribuído em uma arena circular. A partir de 2007, o programa sabatino passou a contar com a presença da sexóloga Laura Müller, autora do livro 500 Perguntas Sobre Sexo, que tira dúvidas de forma bem-humorada da plateia e dos convidados do programa.

## Especiais
Todos os anos são exibidos programas especiais no aniversário da atração e no aniversário de Serginho. Geralmente, no aniversário de Serginho, a produção faz surpresas quanto a pauta do programa até mesmo para ele. Entre os momentos memoráveis do programa, pode-se citar o encontro ao vivo do coronel Erasmo Dias, um oficial da polícia militar durante a ditadura brasileira, com as vítimas da invasão por ele liderada na PUC-SP nos anos 1970, e também a gravação do aniversário do programa na então recém inaugurada Sala São Paulo, onde cantores de música popular brasileira se apresentaram acompanhados pela Orquestra Sinfônica do Estado de São Paulo.

Logotipo utilizado de 2012 até 2020.

## Produção
O programa é gravado nos estúdios da TV Globo de São Paulo e dirigido por Serginho Groisman e Adriano Ricco. No dia 15 de junho de 2013, o programa trocou de horário com o Supercine, em virtude dos altos índices de audiência recebidos quando era exibido mais cedo por causa do UFC, sendo exibido as 23h15min. Em fevereiro de 2016, a banda do Altas Horas foi demitida, após mais de 10 anos no programa. O canal justificou que a atração teria um novo conceito artístico em 2016. 
No mesmo ano, o programa ganhou um recesso de três semanas (de 6 a 20 de agosto) devido à exibição das Olimpíadas 2016 pela TV Globo. Também é exibido desde 2008 pelo Multishow, só que reprisado aos domingos.
Entre 21 de março e 4 de julho de 2020, reprisou seus melhores momentos durante os 20 anos do programa, por conta da pandemia de COVID-19, que fez com que as gravações do programa fossem canceladas. Em 11 de julho voltou a ter programas inéditos, porém, por videochamada, com cada um na sua casa. Em 12 de dezembro, Serginho voltou aos Estúdios Globo, mas alguns dos convidados e a plateia continuaram aparecendo de casa. Nesse mesmo dia o programa passou a ser exibido após a novela das nove até 23 de janeiro de 2021, pelo cancelamento do Zorra. A partir de 30 de janeiro voltou ao seu horário normal.
Com o cancelamento definitivo da faixa de humorísticos, desde 30 de abril de 2022, o programa passou a ser exibido após a novela das nove.

## O apresentador
Serginho Groisman apresentou programas na TV Gazeta e na TV Cultura até ir para o SBT, em 1991, para apresentar o Programa Livre, voltado para os jovens, onde obteve grande sucesso. Em 1999, foi para a TV Globo, onde estreou com o Festival da Música Popular Brasileira. Atualmente, na Globo, comanda o Altas Horas, de formato parecido com o Programa Livre e, no Canal Futura, entrevista personalidades sobre a época da escola.

## Convidados Ilustres

### 2004
- Em 2004, a então prefeita de São Paulo Marta Suplicy (PT) participou do Altas Horas em um especial que contou com a participação remota da cantora Rita Lee e de seu esposo Roberto de Carvalho, diretamente de Salvador.[11]

### 2023

#### 7 de janeiro de 2023
- Janja Lula da Silva, então primeira-dama do Brasil esteve presente na plateia do Altas Horas a convite do apresentador Serginho Groisman, o programa foi gravado no dia 7 de dezembro de 2022 e foi ao ar no primeiro sábado de 2023, além da primeira dama, também estava presente o então futuro ministro dos Direitos Humanos e da Cidadania Sílvio Almeida, que fora empossado em 1.º de janeiro de 2023, em Brasília.[12][13]

## Prêmios e Indicações
| Ano  | Prêmio          | Categoria                                                                 | Indicado          | Resultado | Ref.   |
| ---- | --------------- | ------------------------------------------------------------------------- | ----------------- | --------- | ------ |
| 2016 | Troféu Imprensa | Melhor Programa de Auditório                                              | Altas Horas       | Indicado  | [ 14 ] |
| 2016 | Troféu Internet | Programa de Auditório                                                     | Altas Horas       | Indicado  | [ 14 ] |
| 2016 | Troféu Internet | Programa de Entrevistas                                                   | Altas Horas       | Indicado  | [ 14 ] |
| 2024 | Splash Awards   | Melhor apresentador de programa de TV/videocast/podcast de entretenimento | Serginho Groisman | Venceu    | [ 15 ] |

## Audiência
Em sua estreia, alcançou 18 pontos. No último sábado de 2017, bateu seu recorde, marcando 17 pontos.  Nos dias 6 e 13 de janeiro de 2018, alcançou 16 pontos. Bateu o recorde histórico de maior audiência da história do programa em 10 de março ao alcançar 19 pontos.

## Banda
Durante a concepção do programa, Serginho decidiu incluir uma banda própria formada originalmente por seis integrantes escolhidas pessoalmente por ele após diversos testes, as quais tocavam entre a ida e volta dos comerciais e acompanhavam os convidados, caso algum deles fosse cantar sem ter levado os próprios instrumentistas. Em 2004, a banda ganhou três vocalistas, Graça Cunha, Leilah Moreno e Jackeline Ribas. Em 2010, Jackeline deixou a banda e foi substituída por Nanny Soul; já em 2011, foi a vez de Leilah deixar o posto para seguir a carreira como atriz e Jamilly Silva entrou em seu lugar. Em 2016, após dezesseis anos, a banda foi demitida do programa sob alegação de contenção de custos.

### Integrantes
- Leilah Moreno - vocalista (2004–11; 2024-atualmente)
- Ellis Negress - vocalista (2024-atualmente)

### Ex-integrantes
- Graça Cunha - vocalista (a partir de 2004)
- Jackeline Ribas - vocalista (2004–10)
- Nanny Soul - vocalista (a partir de 2010)
- Jamilly Silva - vocalista (a partir de 2011)
- Louise Rabello - guitarra
- Gê Mineira - baixo
- Vera Figueiredo - bateria
- Ilca Leanza - teclado
- Daniela Spielmann - saxofone e flauta
- Guta Menezes - trompete e gaita